# Gameplay

Gameplay di una delle prime versioni del puzzle game Edge

Il gameplay è una caratteristica dei videogiochi che rappresenta l'esperienza dell'interazione del giocatore con il gioco. Il termine è un neologismo inglese (pronuncia [ˈɡeɪmpleɪ]), composizione di «game» e «play» che letteralmente significa «giocare il gioco»; in italiano viene reso generalmente con «esperienza di gioco».
Viene usato anche come sinonimo di giocabilità, sebbene il gameplay sia un concetto più ampio che comprende anche la trama del gioco e tutto ciò che coinvolge il giocatore. 
Il gameplay viene definito anche come una forma di linguaggio.
Il gameplay può essere suddiviso principalmente in:
- gameplay lineare
- gameplay non lineare